# Megaselia yatesi
Megaselia yatesi är en tvåvingeart som beskrevs av Ronald Henry Lambert Disney 2002. Megaselia yatesi ingår i släktet Megaselia och familjen puckelflugor. Inga underarter finns listade i Catalogue of Life.